# Linda Elriani
Linda Elriani (* 21. November 1971 in Eastbourne als Linda Charman) ist eine ehemalige englische Squashspielerin.

## Karriere
Linda Elriani spielte von 1990 bis 2006 auf der WSA World Tour und gewann in dieser Zeit insgesamt 15 Titel. Ihre höchste Platzierung in der Weltrangliste erreichte sie mit Rang drei im Januar 2000. Bei Weltmeisterschaften erreichte sie 2001 und 2002 mit dem Halbfinale ihre besten Resultate. Mit der englischen Nationalmannschaft wurde sie 2000 Weltmeister, außerdem gewann sie neunmal mit der Mannschaft die Europameisterschaften. Im Einzel wurde sie 2005 hinter Vanessa Atkinson Vizeeuropameisterin. Bei den Commonwealth Games 2002 gewann sie zusammen mit Fiona Geaves die Bronzemedaille im Doppel. Im Jahr 2005 wurde sie britische Meisterin und gewann die Bronzemedaille bei den World Games. Ein Jahr darauf beendete sie ihre Karriere.
Linda Elriani ist mit dem ehemaligen französischen Squashspieler Laurent Elriani verheiratet.

## Erfolge
- Weltmeister mit der Mannschaft: 2000
- Vizeeuropameister: 2005
- Europameister mit der Mannschaft: 9 Titel (1997, 1998, 2000–2006)
- Gewonnene WSA-Titel: 15
- Commonwealth Games: 1 × Bronze (Doppel 2002)
- World Games: 1 × Bronze (2005)
- Britischer Meister: 2005